# 摩比
摩比是由總部位於德國巴伐利亞邦齊恩多夫的布蘭德施泰特集團所生產的玩具系列品牌。在臺灣和港澳地區，該品牌稱為，而在中國大陸則稱為。
摩比是一種組合式的玩具系列，可與摩比所有系列場景配套的塑膠娃娃有成人（約3吋，有區分男女及胖瘦身形）、小孩（約2.5吋）及嬰兒（約1.5吋）三種，比例為1:24，或稱 G 比例。

## 历史
汉斯·巴克（1929 – 2009）是摩比的創造者，通称为「摩比之父」。他年轻的时候受过木工的专业训练，但一开始他的主要工作是为吉歐布拉·布蘭德施泰特公司开发模型飞机，但后來老板荷斯特·布蘭德施泰特要求他为公司设计一种適合小孩子的玩具。
巴克用了三年的时间去开发、搜寻资料和尝试，最后的产品就是摩比。摩比人的手可以抓住小配件，而7.5公分的尺寸刚刚好可以让小孩子握在手中；摩比人的脸部特征也参照了小孩的图画（较大的头部比例、誇張的笑容及没有鼻子）。「我可以直接把这玩具交给任何一个小孩，而不解释什么，」巴克说过。「他们却会马上接受它......然后永不厌倦地和它们一起创造故事，和它们玩耍」。
早期被称为「直手」的摩比人身体构造，是由一整件的手部卡凖加上脚部卡凖配件组成。后期经过改良，左右手可以分别活动。
1973年的石油危机，令摩比变成吉歐布拉·布蘭德施泰特公司的主力开发产品。当时的巴克正是开发部的主管，而他意识到由于石油及其副产品塑胶原料价格迅速上扬，公司以前（1960－1973时代）主力生产大型的塑料玩具，例如呼拉圈已经不合时宜，市场会更加倾向小型的塑料玩具。
1974年，摩比正式被推出市面。歐布拉·布蘭德施泰特公司把第一个系列玩具放在它的展示室内展览，结果大受欢迎。同一年，摩比参加了一个在纽伦堡舉行的国际玩具展，受到小孩們的高度喜爱。也因为如此，一家德国公司买下了摩比一年出产的所有产品。
1975年起，摩比在全球发售。

## 人型和特许
一开始摩比的主题有印第安人、工人和骑士。好几家位于拉丁美洲和欧洲的公司购买了摩比的特许，并在自己工厂生产及设计自家的摩比玩具。
在西班牙，有专门生产娃娃的最大生产商法摩沙（Famosa）投入，它生产的摩比命名为「los clicks de Famobil」。盒上会标示盒内有多少位男性（clicks）和女性（clacks）摩比人。女性和男性摩比人最大的分别在於发型、较大的胸部配件和裙子。
希腊的摩比在是1970年代由一家叫里拉（Lyra）的公司生产。在阿根廷，摩比的特许属于一家叫安特克斯（Antex）的玩具公司，负责生产所有提供南美市场的摩比玩具。早期拥有摩比生产特许的公司還包括巴西的Troll、Estrela、Industria de Brinquedos do Amazonas和秘鲁的BASA。自1976到1980年，摩比的英国特许经营权拥有者为Louis Marx and Company，而产品的名字是「Playpeople」而不是摩比（Playmobil）。
现今，只有由德国摩比总公司生产、设计及銷售的摩比玩具在世界各地发行。

## 主题

### 銷售中玩具主題系列
| - 1-2-3 - 探险(遗迹,海底) - 机场 - 动物医院 - 圣诞 - 马戏团 - 城市生活 - 工程 - 娃娃屋 - 龙骑士* - 古埃及 - 仙子 - 农场 - 消防 - 鬼海盗* - 育马农场 - 医院 - 野生动物 - 骑士 - 休闲 - 魔法城堡 - 微缩磁力系列 | - 现代生活 - 海盗 - 警察 - 救援 - 罗马 - 学校* - 特别系列(一盒只有一个摩比人) - 运动 - Superset(一个小型场景加两到三个摩比人) - 火车 - 维京人 - 婚礼 - 水生动物园 - 动物园* |

- *在欧洲地区2009年开始发售，其它地区2010年发售。

### 停止生產的玩具主題系列
| - Antarctic - 填色系列（盒内有颜色笔及白色配件） - 复活节 - First Smile - 礼物系列（近似特别系列,但盒面角落有装饰性丝带印刷） - 杂货店 - 万圣节 - 森林 - 方舟 - 古老大屋 - 室外系列 | - Playmospace - 赛车 - 检查站 - 太空系列 - 组合式城堡 - 电视系列 - 交通 - 火车 - 水世界 - 冬季运动 |

## 出處
1. ↑  .   [2010-05-01]. （原始内容存档于2019-02-06）.

## 外部連結
- （英文） 摩比的官方網站,只支持歐美語系 （页面存档备份，存于）
- （英文） 摩比馬爾他工廠的官方網頁 （页面存档备份，存于）
- （英文） Collectobil-包含摩比每年推出產品的訊息 （页面存档备份，存于）
- （英文） Gardenwargaming.com （页面存档备份，存于）
- （英文） （德文） （西班牙文） （法文） 國際向的摩比交流平臺
- （法文） Ludoplaymo （页面存档备份，存于）法語摩比愛好者網頁
- （英文） MillionairePlayboy.com （页面存档备份，存于） 摩比試玩報告及文章
- （英文） Playmoblog （页面存档备份，存于） 以美國為中心的新聞發佈網站
- （德文） CIRCUS OLIVER - 介紹摩比的馬戲團系列產品 （页面存档备份，存于）
- （西班牙文） Playclicks （页面存档备份，存于） - 自2002起西班牙最大的摩比交流網站
- （西班牙文） Aesclick （页面存档备份，存于） 西班牙的摩比愛好者同盟

### 摩比歷史及參考資料連結
- 關於摩比玩具
- 摩比的海盜玩具激發孩子的創造力
- 麥當勞回收及停止摩比的宣傳活動; 一九八二年十一月三號
- 匈牙利的翻版摩比玩具 （页面存档备份，存于）